# Fractalismo
El fractalismo es un movimiento artístico surgido en la última década del siglo XX, con antecedentes desde 1985, derivado del concepto matemático “fractal”. Katherine Hyles considera la teoría de la geometría fractal de Mandelbrot como una nueva estética. Mientras que Eva Neuer lo propone como el reconocimiento de que todo el mundo -pasado presente y futuro-; está contenido en uno mismo y que, a la vez, cada uno forma parte del todo. Lo anterior implica que al cambiar uno mismo, se cambia el mundo.

## Manifiestos
En 1999 Kerry Mitchell presenta el Manifiesto del arte fractal en donde señala sus antecedentes y delimita sus características.
El Manifiesto del fractalismo, publicado en el año 2000 por Eva Neuer, caracteriza al fractalismo como una actitud cultural y señala las características de un fractalista: tiene la conciencia de que al cambiarse a sí mismo, cambia el mundo; favorece el caos por encima de un orden voluntarista y la diversidad por encima de lo hegemónico, por lo que favorece la autogestión como alternativa al discurso institucional.
Héctor A. Piccoli en el Manifiesto fractal de 2002 propone como alternativa a la prosificación de la poesía una literatura fractal que se apoye en las tecnologías actuales con el fin de que la poesía vuelva a tener una identidad.

## En las artes plásticas
El arte fractal, como su nombre lo indica, estaba basado en la geometría fractal es decir, formas caracterizadas por la auto afinidad (cualquier porción de la imagen es similar al todo) y una ilimitada cantidad de detalle a todas escalas.
En su manifiesto, Kerry Mitchell señala que el arte fractal debe ser expresivo, creativo y requiere inteligencia y esfuerzo. Por otro lado, la obra fractal no es aleatoria ni creada por máquinas, se requiere del genio artístico que las planee y calcule de origen, por lo que tampoco es una práctica al alcance de cualquiera que tenga una computadora
. 

### Ejemplos de fractales de Julia

Ejemplos de fractales
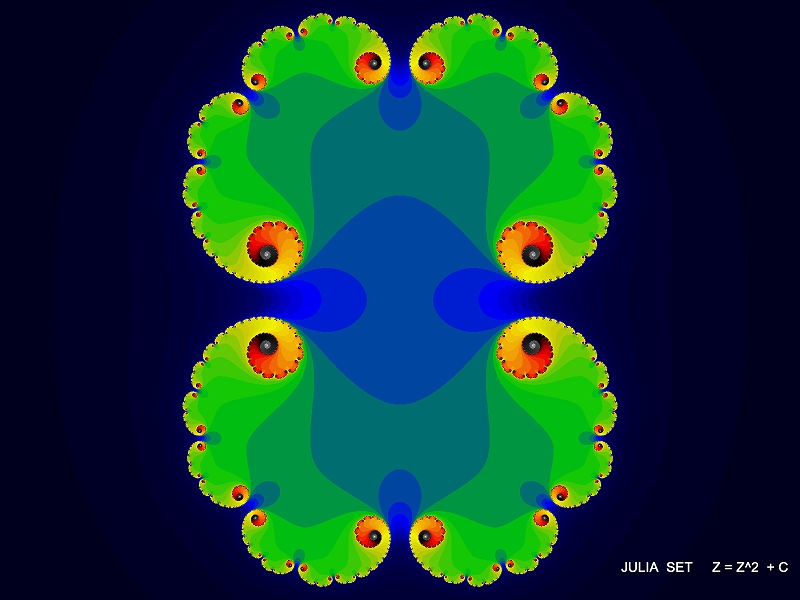
f(z) = z2 + 0.279
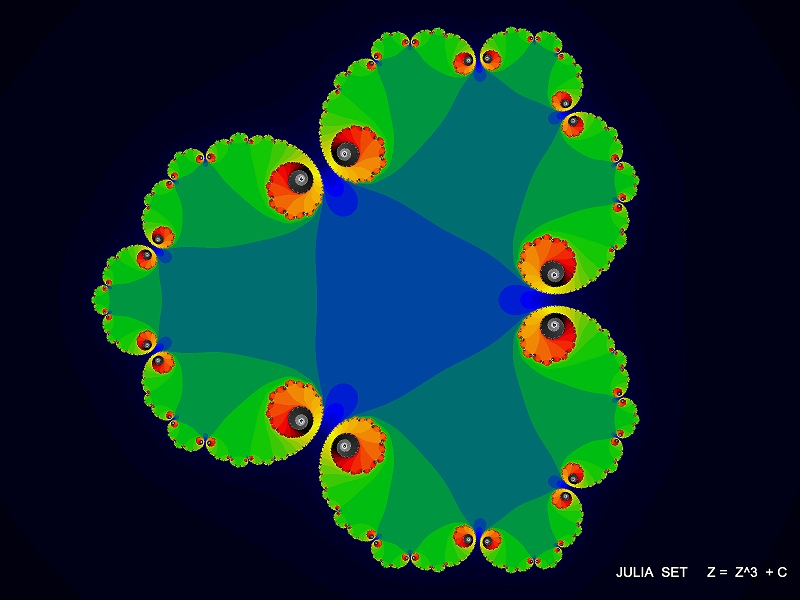
f(z) = z3 + 0.400
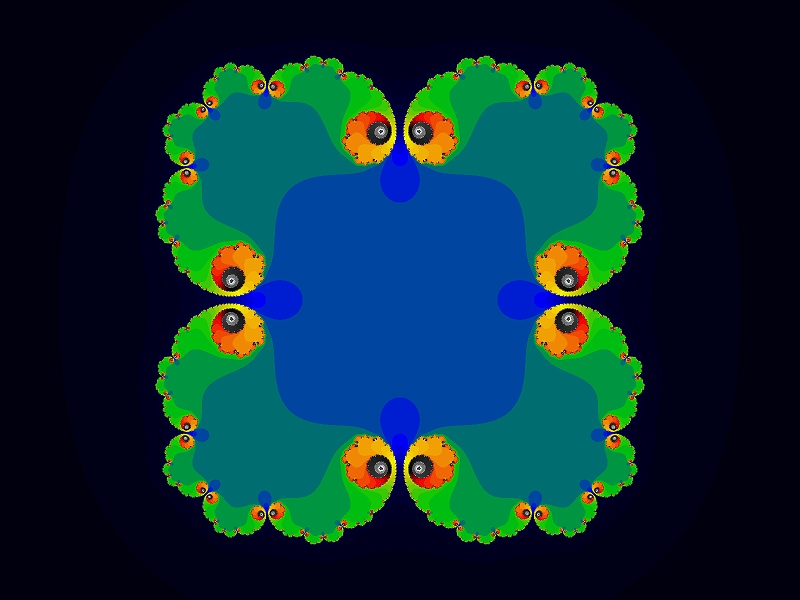
f(z) = z4 + 0.484
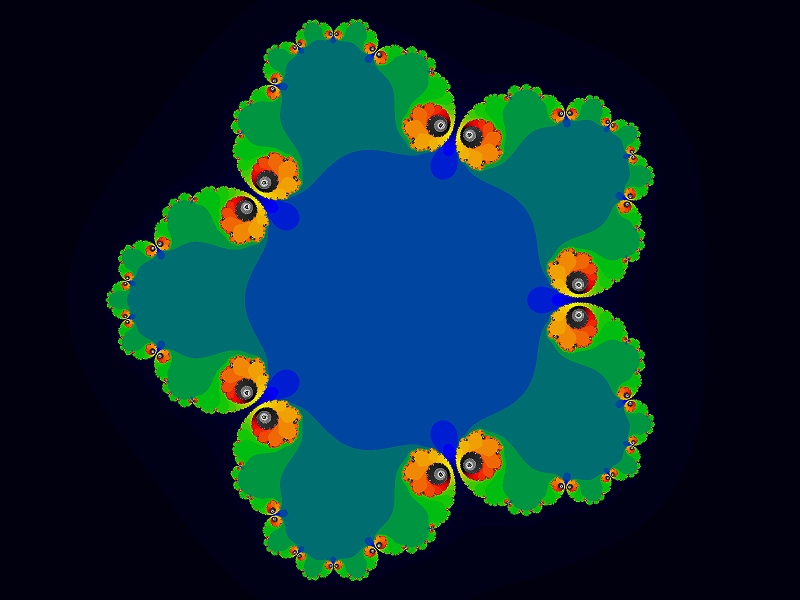
f(z) = z5 + 0.544
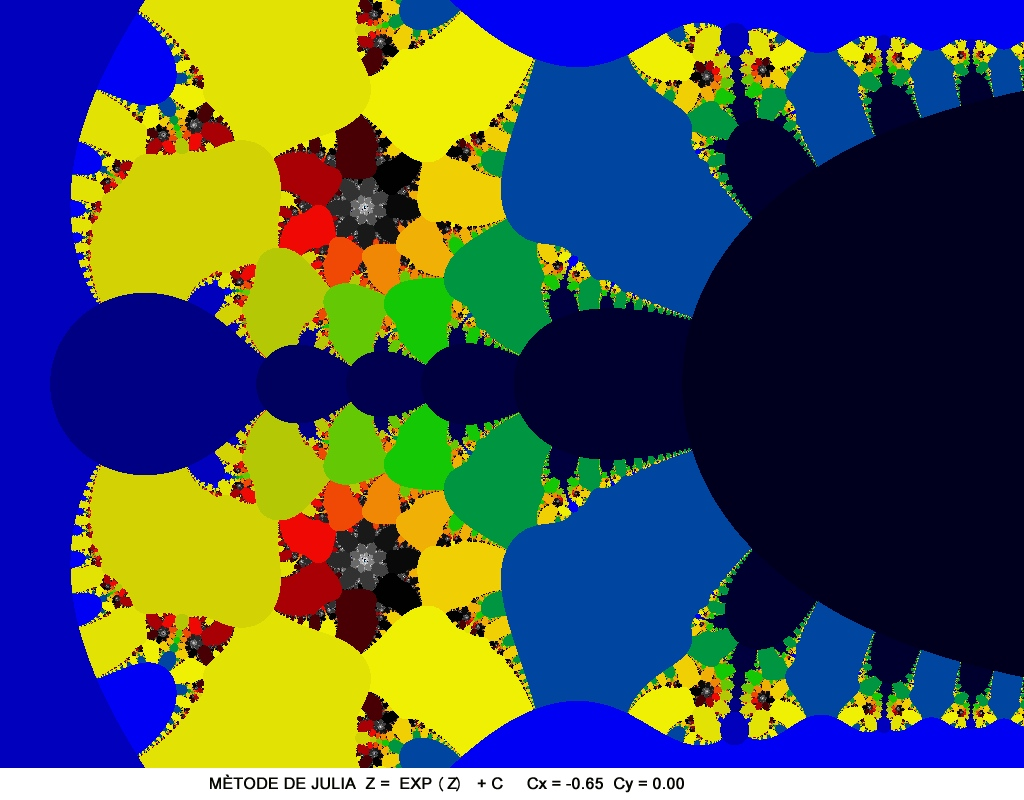
f(z) = exp(z) - 0.65
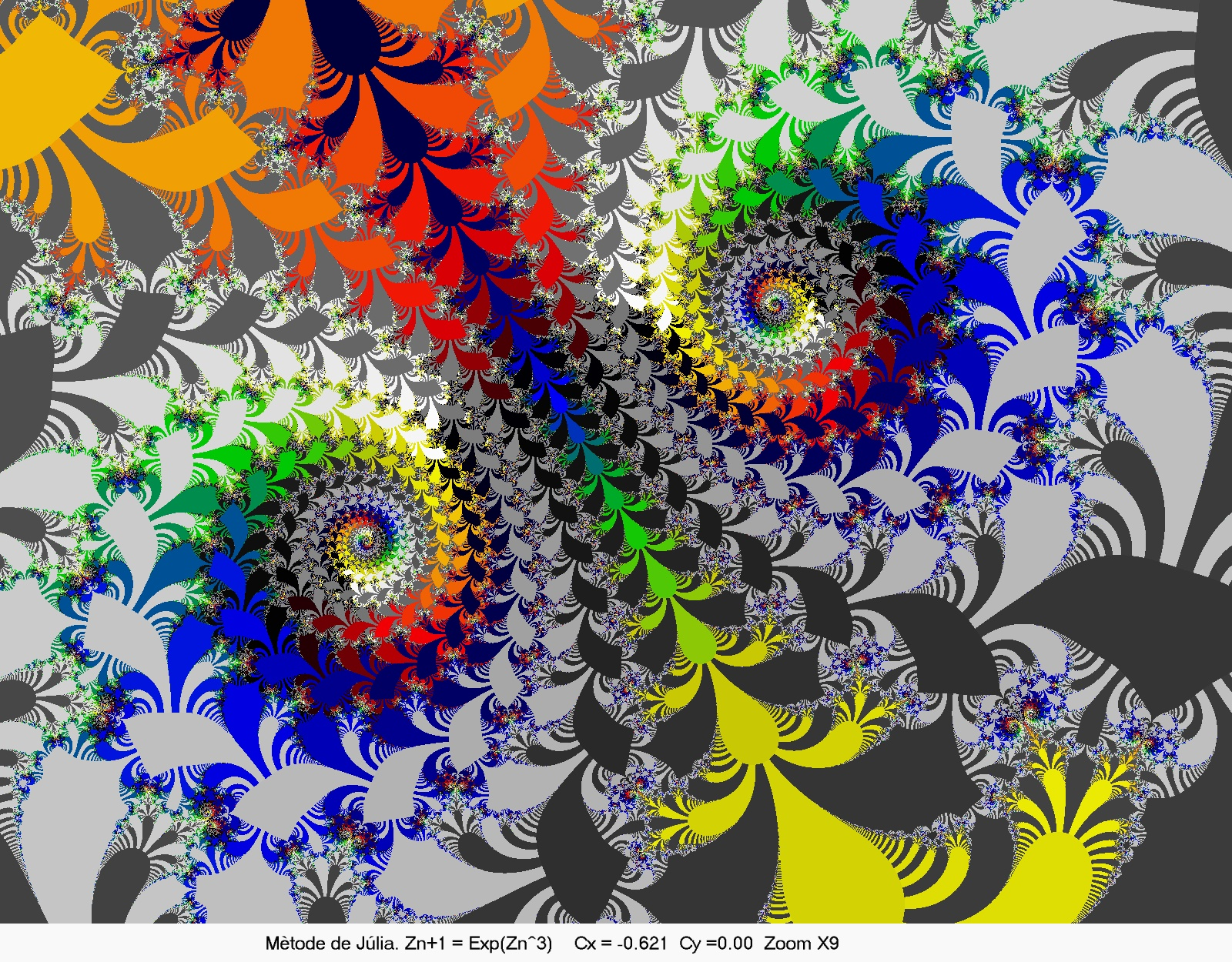
f(z) = exp(z3) - 0.621
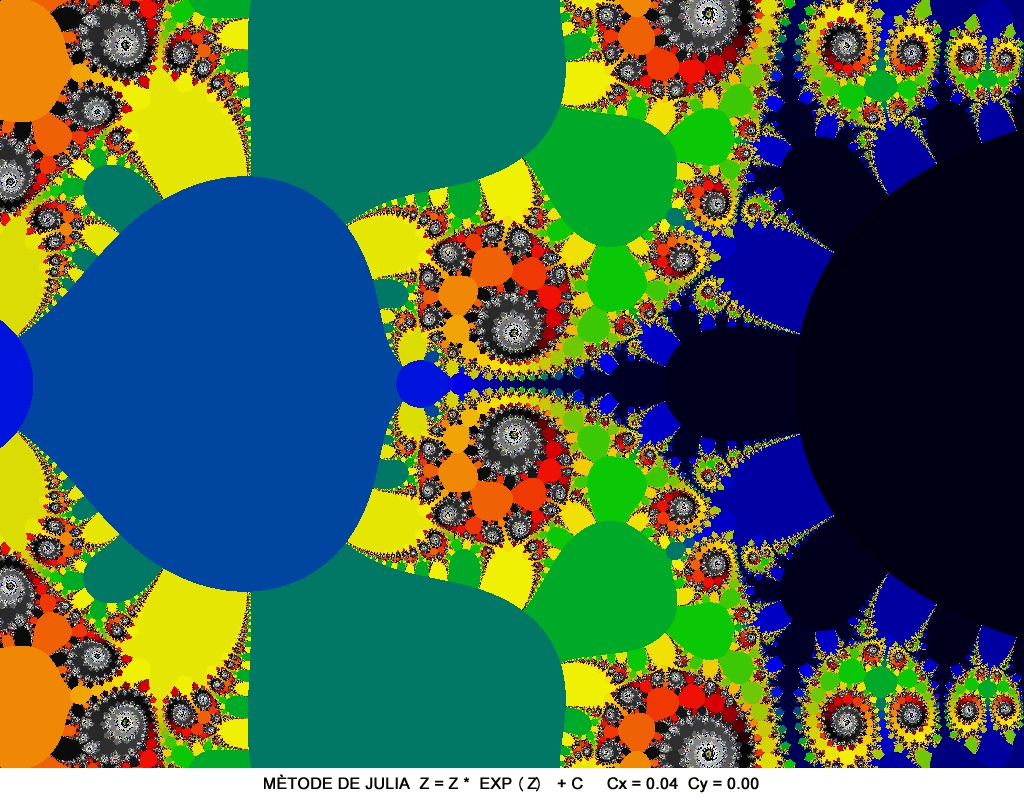
f(z) = z * exp(z) + 0.04
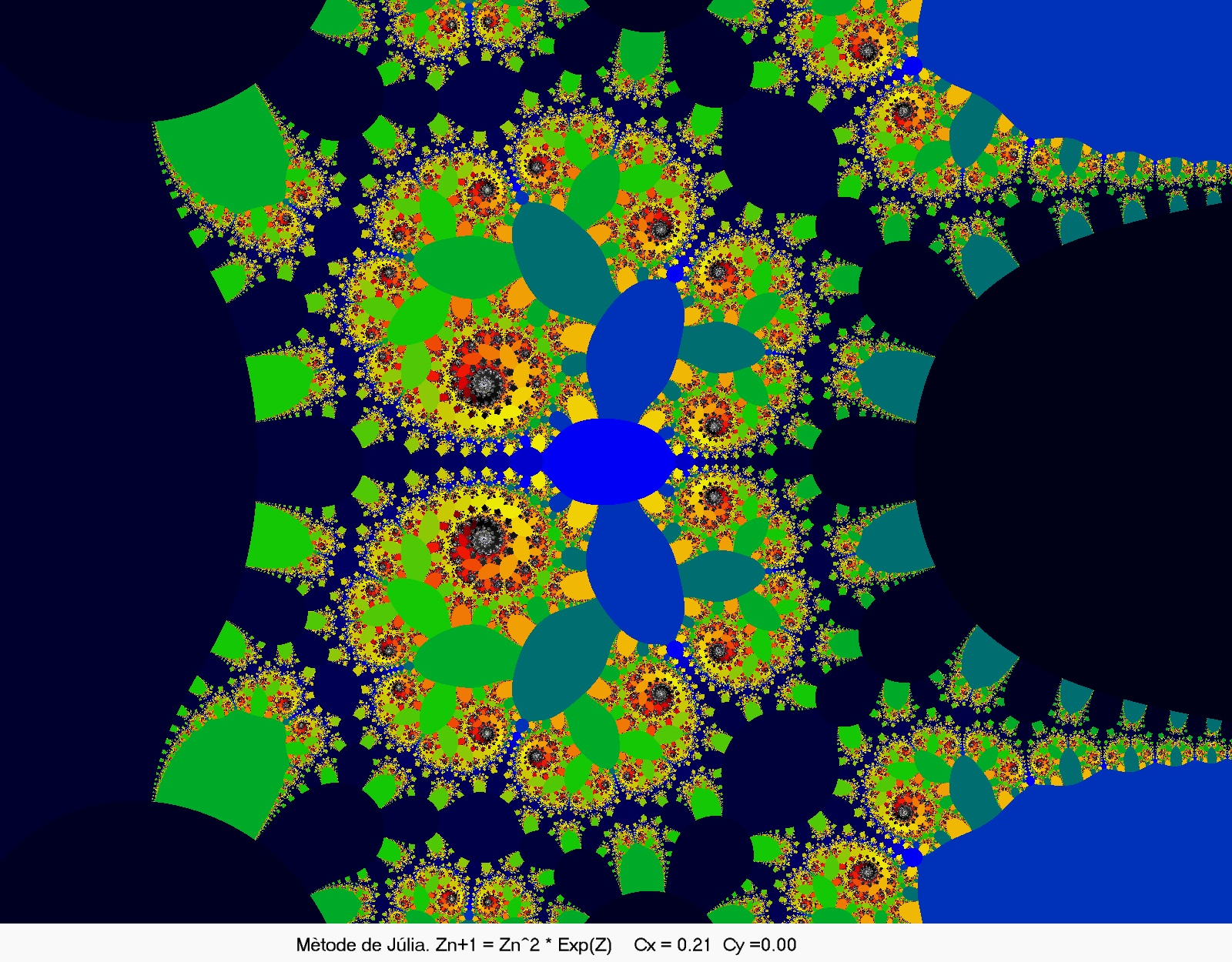
f(z) = z2 * exp(z) + 0.21
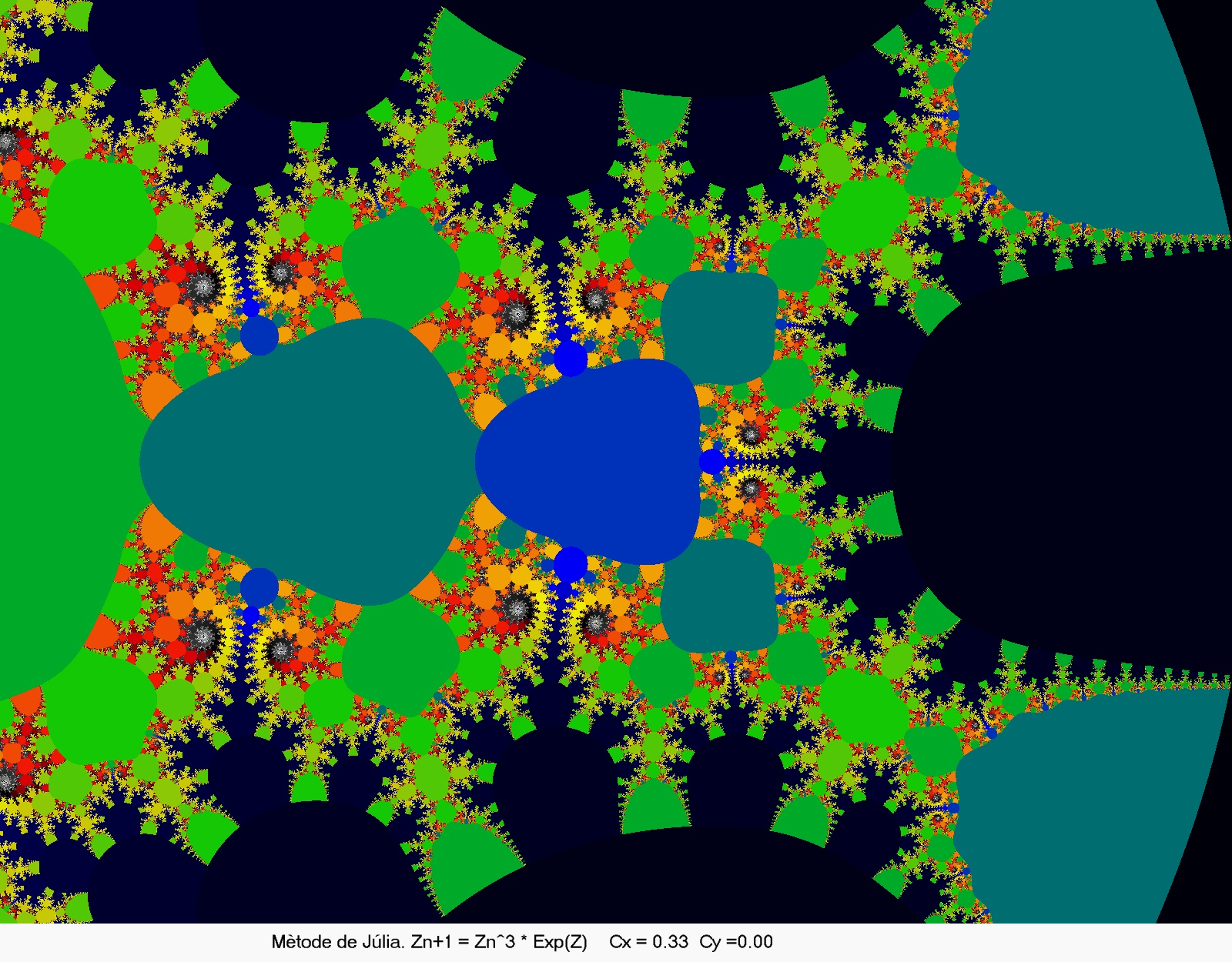
f(z) = z3 * exp(z) + 0.33
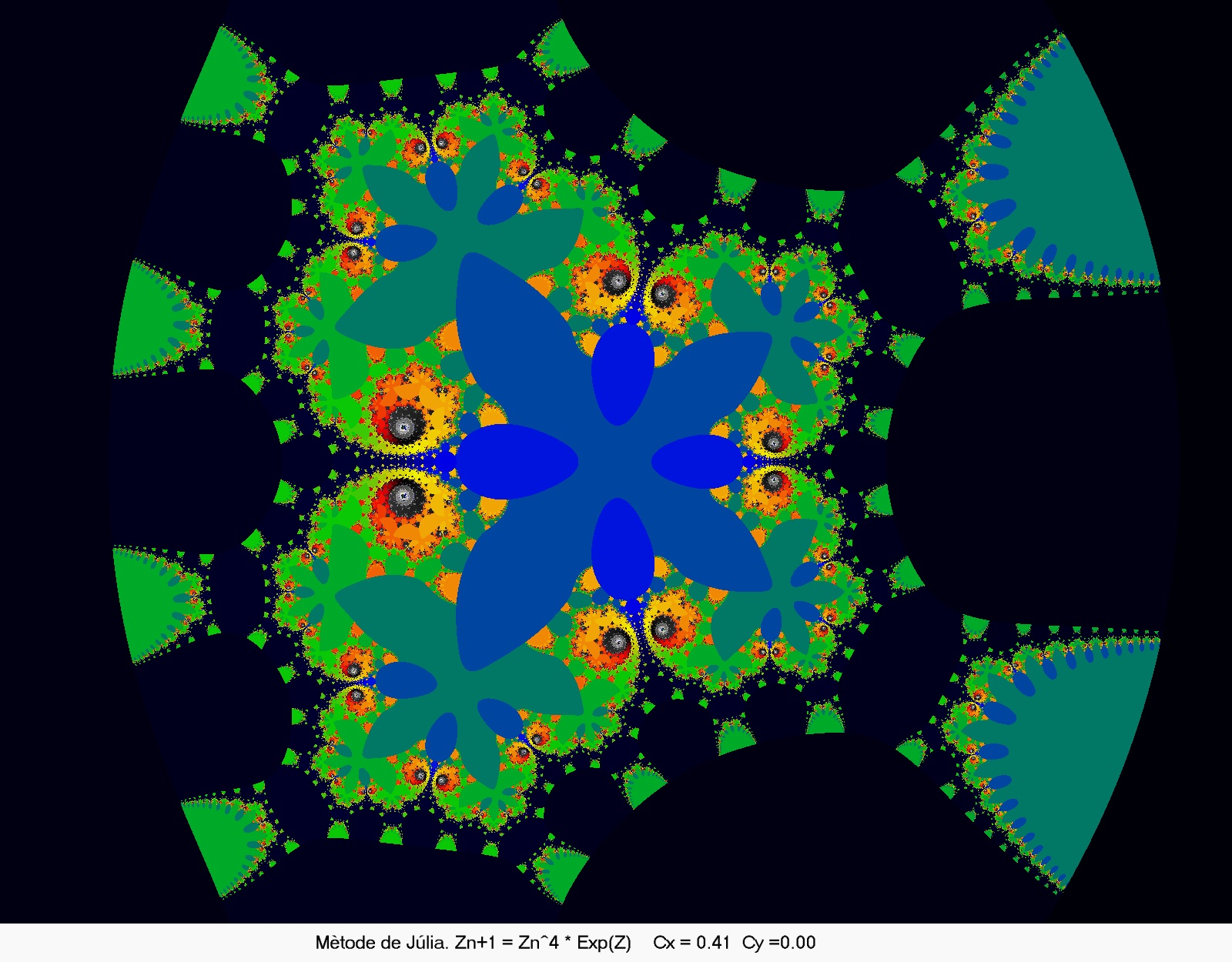
f(z) = z4 * exp(Z) + 0.41
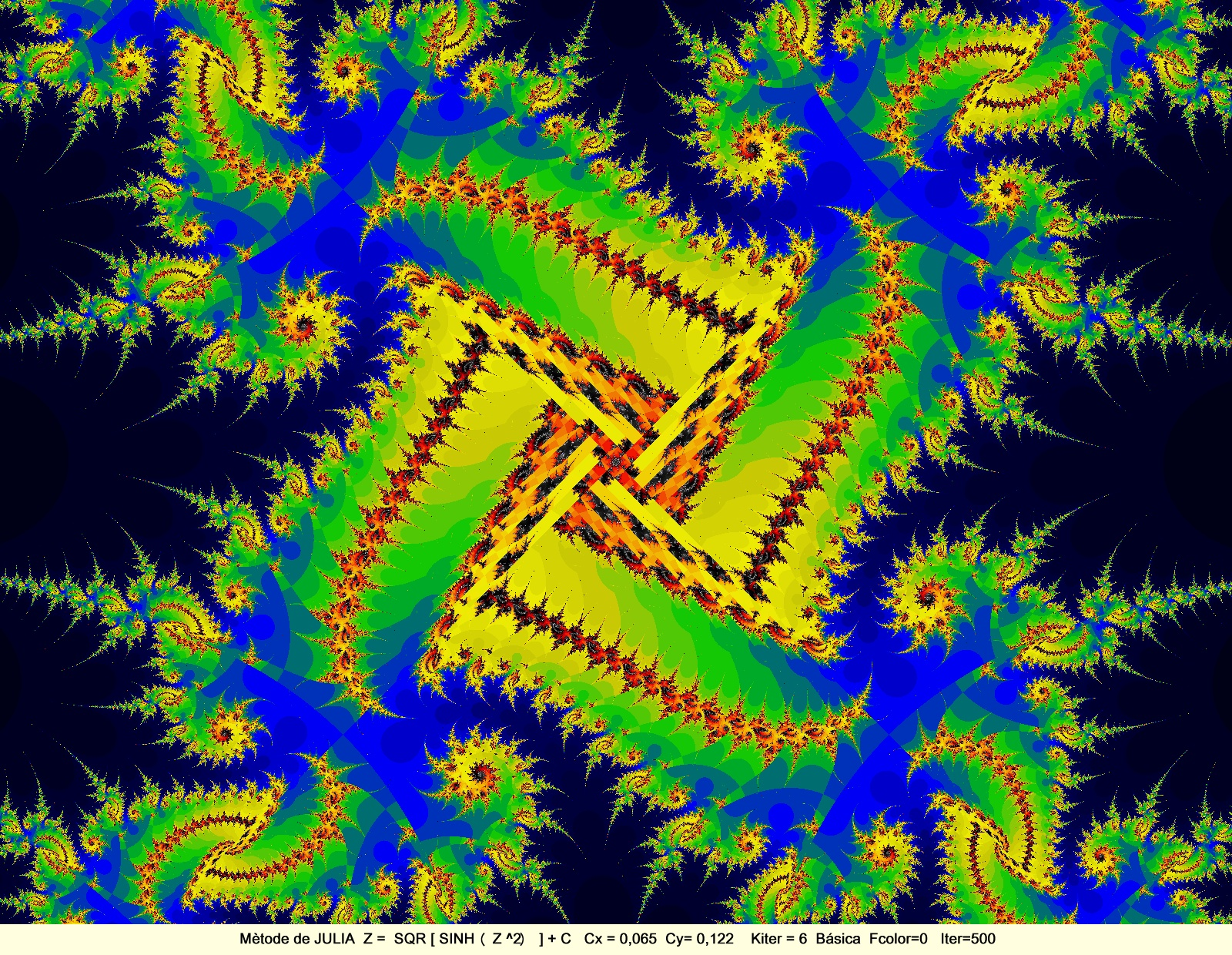
f(z) = Sqr[Sinh(z2)] + (0.065,0.122i)
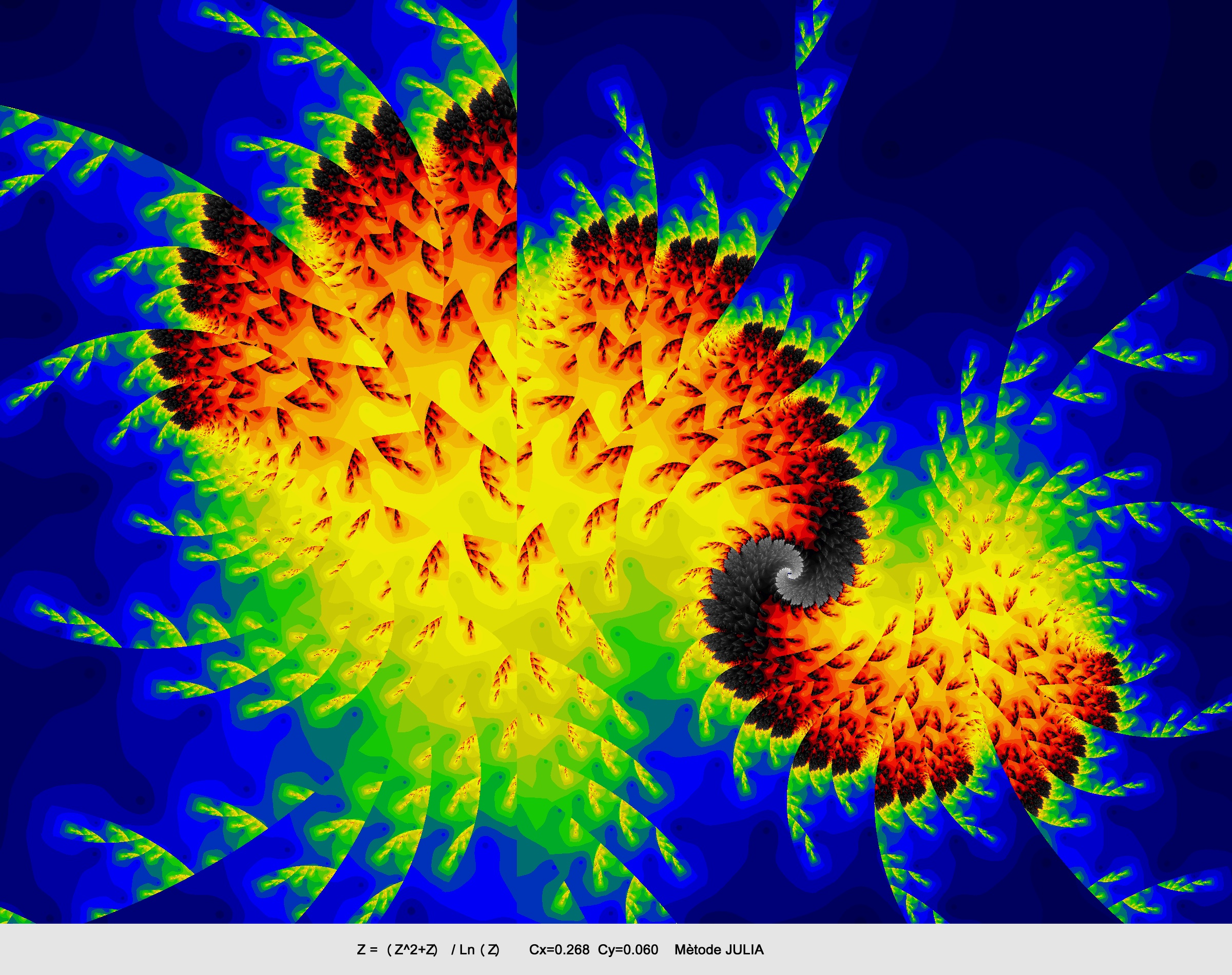
f(z) = [(z2+z)/Ln(z)] +(0.268,0.060i)

## En la literatura
La literatura Fractal es aquella cuyos elementos lingüísticos se multiplican por sí mismos.
Paniagua considera como antecedente a lo que el considera como literatura fractal la obra de Franz Kafka debido a que el tema del mundo como trampa se expande y repite de manera iterativa en textos como El castillo y El proceso. Mientras que en el cuerpo literario de Jorge Luis Borges los elementos fractales son múltiples: espacios y vidas que se extienden hasta el infinito, estructuras cíclicas e intrincados laberintos.

## En la música
Basado en estructuras rítmicas hindúes, Philip Glass compuso óperas experimentales como Einstein on the Beach que según Alberto Viñuela constituye música de naturaleza fractal.